# Lycée Alexis-Monteil
Pour les articles homonymes, voir Monteil.
Le lycée Alexis-Monteil est un établissement public d'enseignements général, technologique, professionnel et supérieur de la ville de Rodez, dans le département de l'Aveyron.

## Histoire
Ce lycée a été construit au début du XXe siècle. À l'époque, il n'était qu'un établissement d'enseignement professionnel, dans lequel on apprenait à travailler le fer et le bois. À partir des années 1950, de nouveaux enseignements apparaissent, comme l’ébénisterie, la forge, la mécanique, l’électricité, la mécanique auto. S'ajoutent aussi des sections commerciales. Puis vers la fin des années 1980, le lycée se dotent de séries générales (séries scientifique et économique).

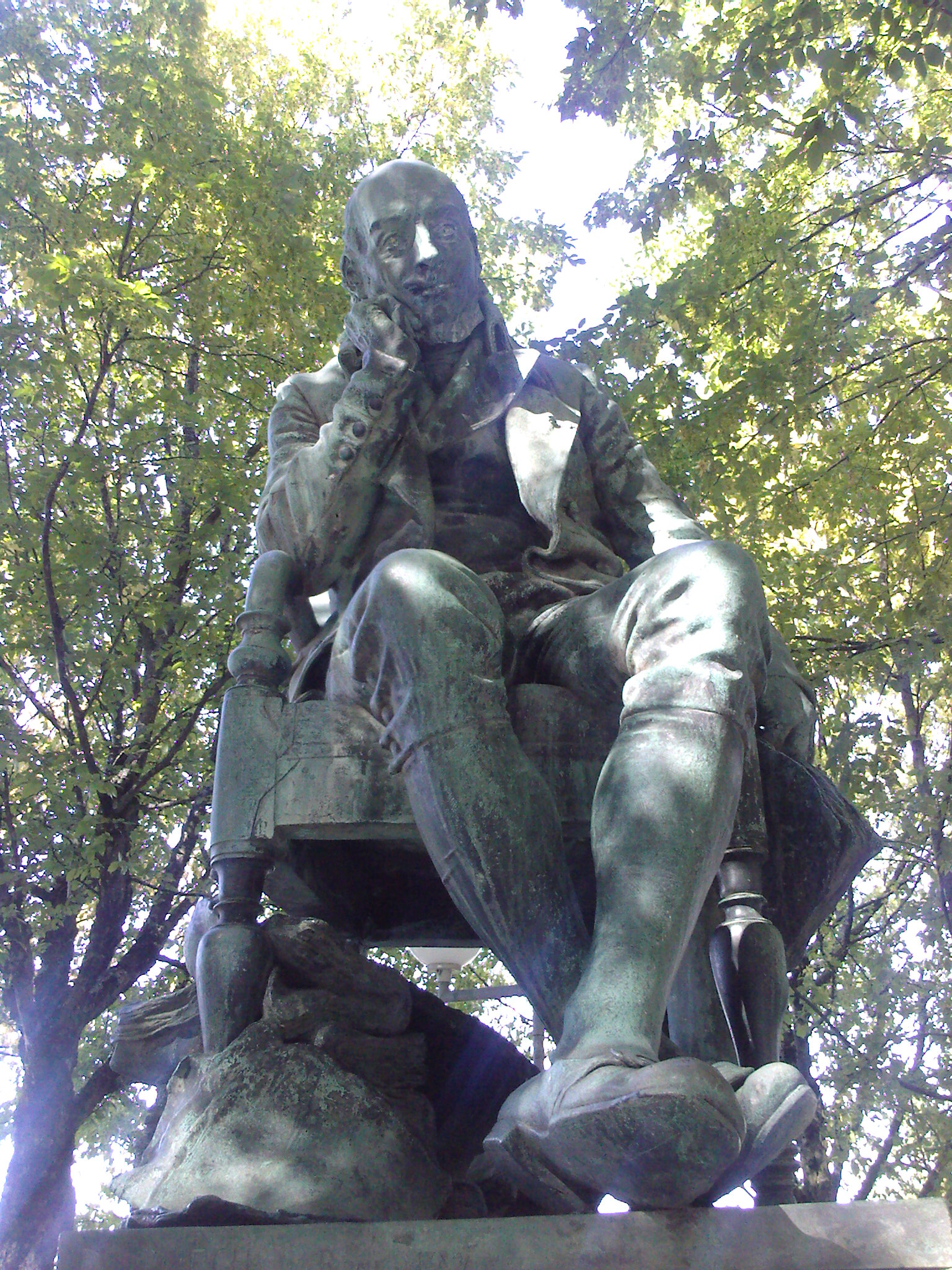
Statue d'Amans-Alexis Monteil.

Ce lycée porte le nom d'Amans-Alexis Monteil, un historien né le 7 juin 1769 à Rodez.

## Enseignements général et technologique

### Enseignement général
Le lycée propose aux élèves de se présenter au Bac général. Les spécialités du lycée sont :
- Mathématiques
- Physique-Chimie
- Sciences de la Vie et de la Terre
- Sciences économiques et sociales
- Histoire-géographie, géopolitique, sciences politiques
- Humanité, littérature et philosophie
- Sciences de l'ingénieur
- Numérique et sciences informatiques
- Langue, littérature et culture étrangère - Anglais
- Langue, littérature et culture étrangère - Espagnol
- Art - Théâtre

### Enseignement technologique

#### Baccalauréats technologiques
- Sciences et Technologie de la Gestion
  - Bac STMG GF (Gestion Finance)
  - Bac STMG RHC (Ressources Humaines et Communication)
  - Bac STMG MKT (Mercatique)

- Sciences et Technologies Industrielles
  - Bac STI2D EE (Energie et Environnement)
  - Bac STI2D ITEC (Innovation Technologique et Eco-Conception)
  - Bac STI2D SIN (Système d'Information et Numérique)

- Sciences et Technologies de Laboratoire
  - Bac STL SPCL (Sciences Physiques et Chimiques en Laboratoire)

#### Résultats
|         | Effectif | Réussite (en %) | Mentions (en %) | Mentions (en %) | Mentions (en %) |
| TB      | Effectif | Réussite (en %) | B               | AB              |                 |
| ------- | -------- | --------------- | --------------- | --------------- | --------------- |
| Général | 176      | 98,9            | 5,1             | 20,5            | 34,7            |
| STMG    | 90       | 90,0            | 0,0             | 6,7             | 35,6            |
| STI2D   | 56       | 98,2            | 5,4             | 12,5            | 48,2            |
| STL     | 18       | 100,0           | 5,6             | 11,1            | 33,3            |
| TOTAL   | 340      | 96,5            | 3,8             | 15,0            | 37,1            |

### Classement du Lycée
En 2021, le lycée général se classe 8e sur 12 au niveau départemental quant à la qualité d'enseignement, et 1093e au niveau national. Le classement s'établit sur trois critères : le taux de réussite au bac, la proportion d'élèves de première qui obtient le baccalauréat en ayant fait les deux dernières années de leur scolarité dans l'établissement, et la valeur ajoutée (calculée à partir de l'origine sociale des élèves, de leur âge et de leurs résultats au diplôme national du brevet).

## Enseignement professionnel

### CAP
- CAP ELEC (Électricien)
- CAP MIS ( Monteur Installations Sanitaires)
- CAP MVA (Maintenance de Véhicules Automobiles)

### Baccalauréats professionnels
- MELEC (Métier de l'ELectricité et de ses Environnements Connectés)
- MVA (Maintenance des Véhicules Automobiles)
- MEI (Maintenance des Équipements Industriels)
- TISEC (Technicien en Installation de Système Énergétique et Climatique)
- TU (Technicien d'usinage)

### Résultats
|       | Effecttif | Réussite (en %) | Mentions (en %) | Mentions (en %) | Mentions (en %) |
| TB    | Effecttif | Réussite (en %) | B               | AB              |                 |
| ----- | --------- | --------------- | --------------- | --------------- | --------------- |
| MVA   | 22        | 81,8            | 4,5             | 4,5             | 36,4            |
| MELEC | 15        | 93,3            | 0,0             | 26,7            | 33,3            |
| TISEC | 12        | 100,0           | 0,0             | 16,7            | 25,0            |
| TU    | 9         | 88,9            | 0,0             | 11,1            | 3,33            |
| MEI   | 7         | 100,0           | 0,0             | 0,0             | 42,9            |
| TOTAL | 65        | 90,8            | 1,5             | 12,3            | 33,8            |

|        | Effectif | Réussite (en %) |
| ------ | -------- | --------------- |
| MIS    | 9        | 88,9            |
| ROELEC | 7        | 85,7            |
| TOTAL  | 16       | 87,5            |

## Enseignement supérieur

### Classe préparatoire aux grandes écoles
Depuis 2015, en partenariat avec le Lycée Foch, le Lycée Monteil accueille une CPGE scientifique de type MPSI (mathématiques, physique et sciences de l'ingénieur). Cette classe peut accueillir jusqu'à 24 étudiants.

### Brevet de Technicien Supérieur
- BTS SAM (Support à l'action managériale)
- BTS NDRC (Négociation et Digitalisation de la Relation Client)
- BTS CPI (Conception de Produits Industriels)
- BTS CRSA (Conception et Réalisation de Systèmes Automatiques)

### Résultats
|       | Effectif | Réussite (en %) |
| ----- | -------- | --------------- |
| SAM   | 19       | 94,7            |
| CRSA  | 18       | 77,8            |
| NRDC  | 17       | 100,0           |
| CPI   | 15       | 93,3            |
| TOTAL | 69       | 91,5            |